# انترتینمنت وان
اِنتِرتِینمِنت وان یا ای‌وان (به انگلیسی: eOne) شرکت کانادایی است که در کشورهای آمریکا، کانادا، بریتانیا، ایرلند، فرانسه، هلند، بلژیک، استرالیا و نیوزیلند فعالیت می‌کند. زمینهٔ فعالیت این شرکت شامل برنامه‌های تلویزیونی، فیلم سینمایی، توزیع برنامه‌ها و موسیقی است.

## تاریخچه
در سال ۱۹۷۳ این شرکت فعالیت خود را در شهر تورنتو آغاز نمود. در ابتدا کار و در دهه ۷۰ کار شرکت فقط توزیع موسیقی در کانادا بود. بعدها شرکت فعالیت خود را توسعه داده و با خرید یکی از بزرگترین شرکت‌های توزیع کانادا به نام ویدئو وان، تمرکز خود را به شکل کامل روی توزیع برنامه‌های مختلف گذاشت.

## واحدها

### ای‌وان فیلمز
ای‌وان فیلمز (eOne Films) یا واحد فیلم‌های شرکت ای‌وان مسئول خرید حقوق محتوایی فیلم‌ها و انتشار آنها در مناطق مختلف جهان همچون کانادا، بریتانیا و بنلوکس است. این توزیع می‌تواند شامل نمایش فیلم‌ها در سینما، عرضه در سیستم نمایش خانگی به شکل دی‌وی‌دی/بلوری، کرایه یا فروش و همچنین ارائه به شکل فیلم‌هایی برای دانلود کردن باشد.

### ای‌وان تلویژن
ای‌وان تلویژن (eOne Television) مسئول تهیه و توزیع برنامه‌های تلویزیونی شرکت ای‌وان است.

### ای‌وان میوزیک
ای‌وان میوزیک (eOne Music) مرکز موسیقی شرکت ای‌وان است که دفتر اصلی این واحد در شهر نیویورک، آمریکا قرار دارد. این شرکت به عنوان یکی از بزرگترین شرکت‌های فعال در عرصه موسیقی در آمریکای شمالی محسوب می‌شود.

### ای‌وان فمیلی
ای‌وان فمیلی (eOne Family) واحد تهیه و توزیع فیلم و برنامه‌های مناسب کودک و خانواده است.

### ای‌وان دستریبیوشن
ای‌وان دستریبیوشن (eOne Distribution) واحد توزیع بوده و توانایی توزیع برنامه‌های اختصاصی خود شرکت یا شرکت‌های دیگر را به شکل فیزیکی و دیجیتالی دارد. خدمات این واحد به شرکت‌های مختلفی در جهان شامل غول‌های هالیوودی (مانند پارامونت، برادران وارنر و …) ارائه می‌شود.

## فیلم‌شناسی
تعدادی از فیلم‌های اخیر این شرکت شامل:
- ۲ اسلحه (۲۰۱۳)
- ریدیک (۲۰۱۳)
- موزی: فصل دوم (۲۰۱۳)
- سیگنال (۲۰۱۴)

## برنامه های تلویزیونی
- مردگان متحرک

## پیوند
- وب‌گاه رسمی